# 世界鉄道博

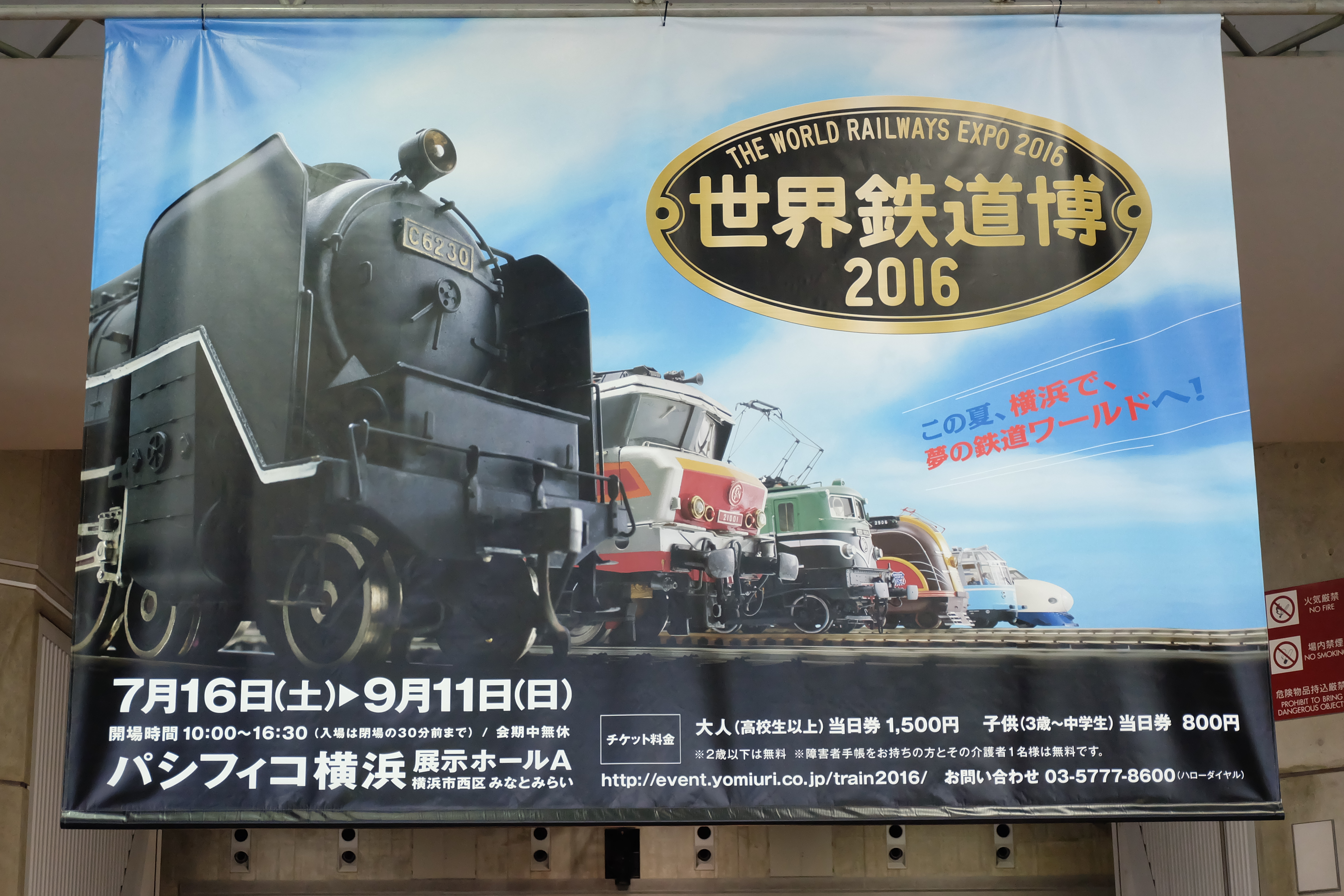
世界鉄道博2016

世界鉄道博（せかいてつどうはく）は、読売新聞社とBS日テレが主催する、鉄道模型の展示イベントである。会場はパシフィコ横浜。2016年は7月16日から9月11日まで開催された。

## 概要
横浜みなとみらい地区に所在する原鉄道模型博物館の協力により、原信太郎(1919年-2014年)が製作・収集した膨大な鉄道模型を軸に、世界の鉄道の魅力を広く伝えることを主題とする。開催前の内覧会では、原信太郎の次男が挨拶にて「父は生前様々な国の機関車や客車を連結して走らせ、世界の車両が一緒に走る鉄道模型のように世界平和を願っていた」と話した。

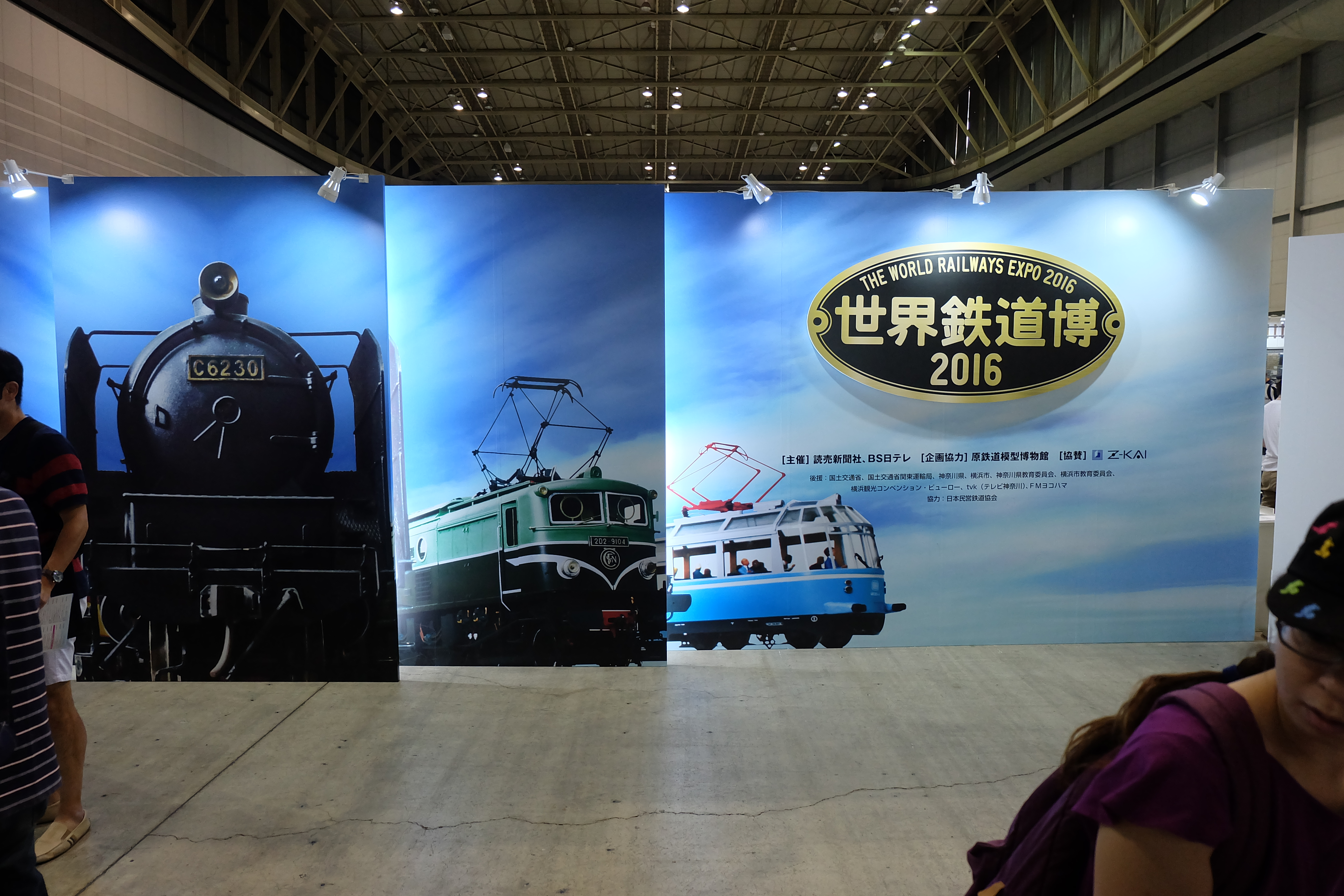
ウェルカムボード
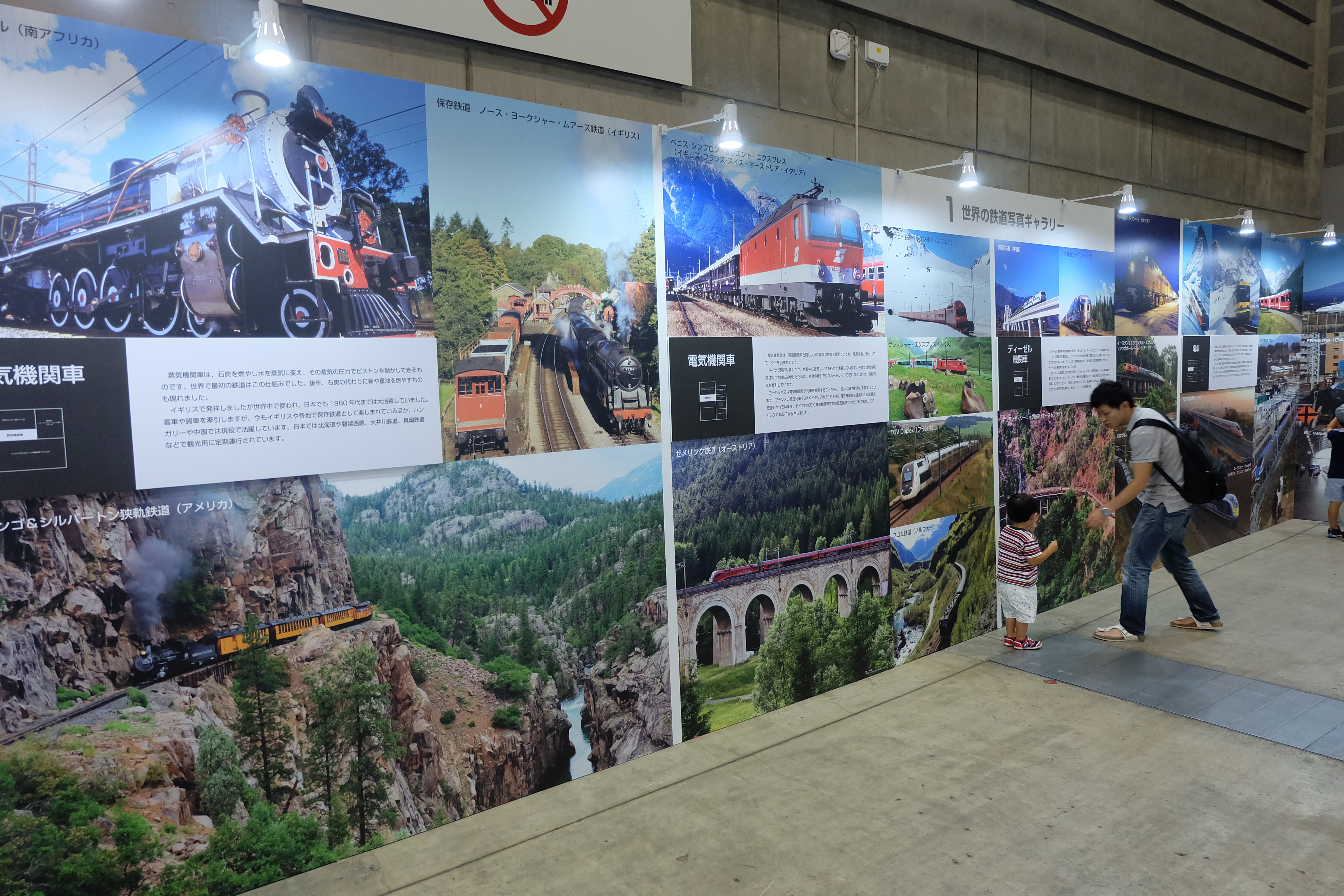
プロローグ・世界各地の鉄道写真

## 展示内容

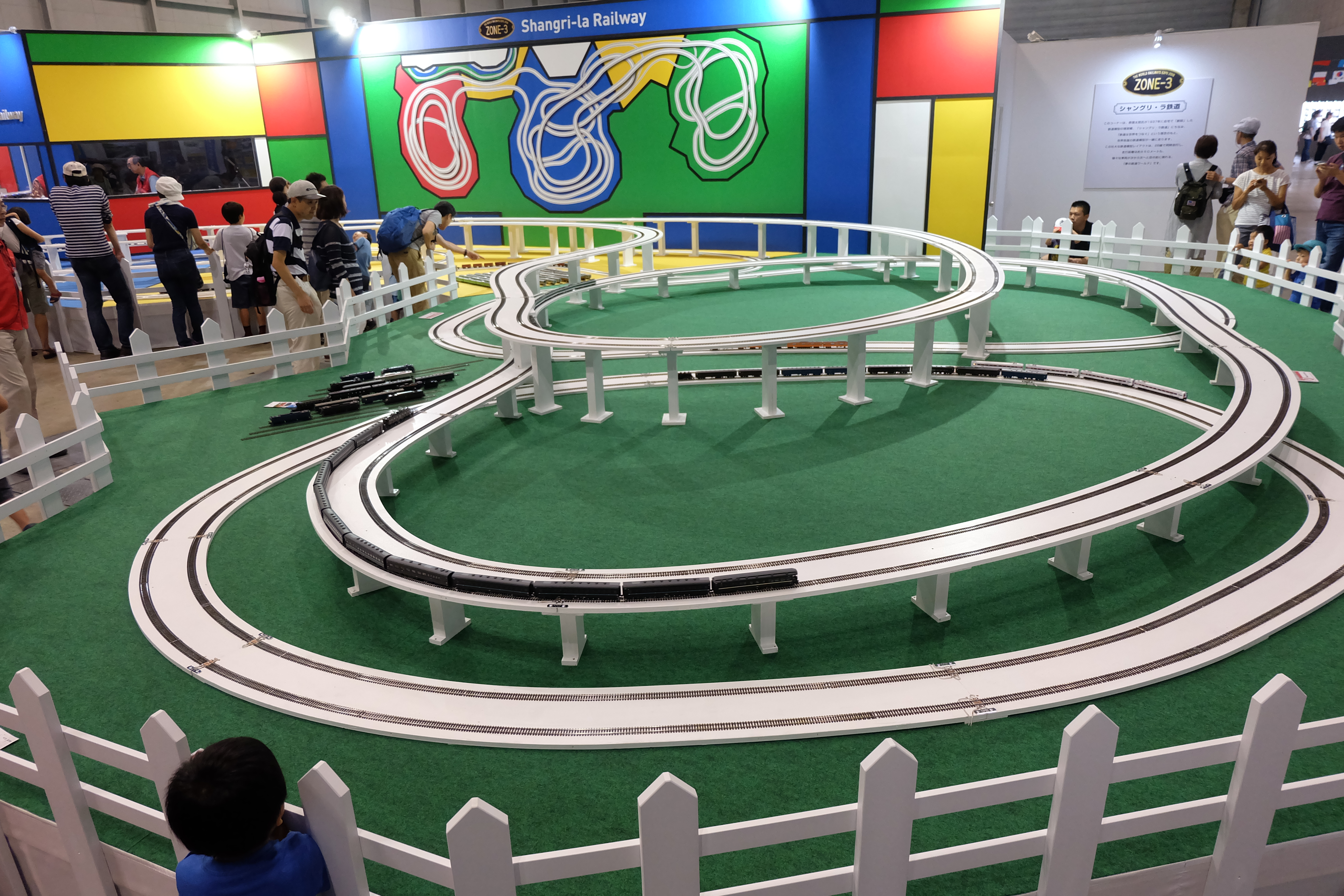
シャングリ・ラ鉄道
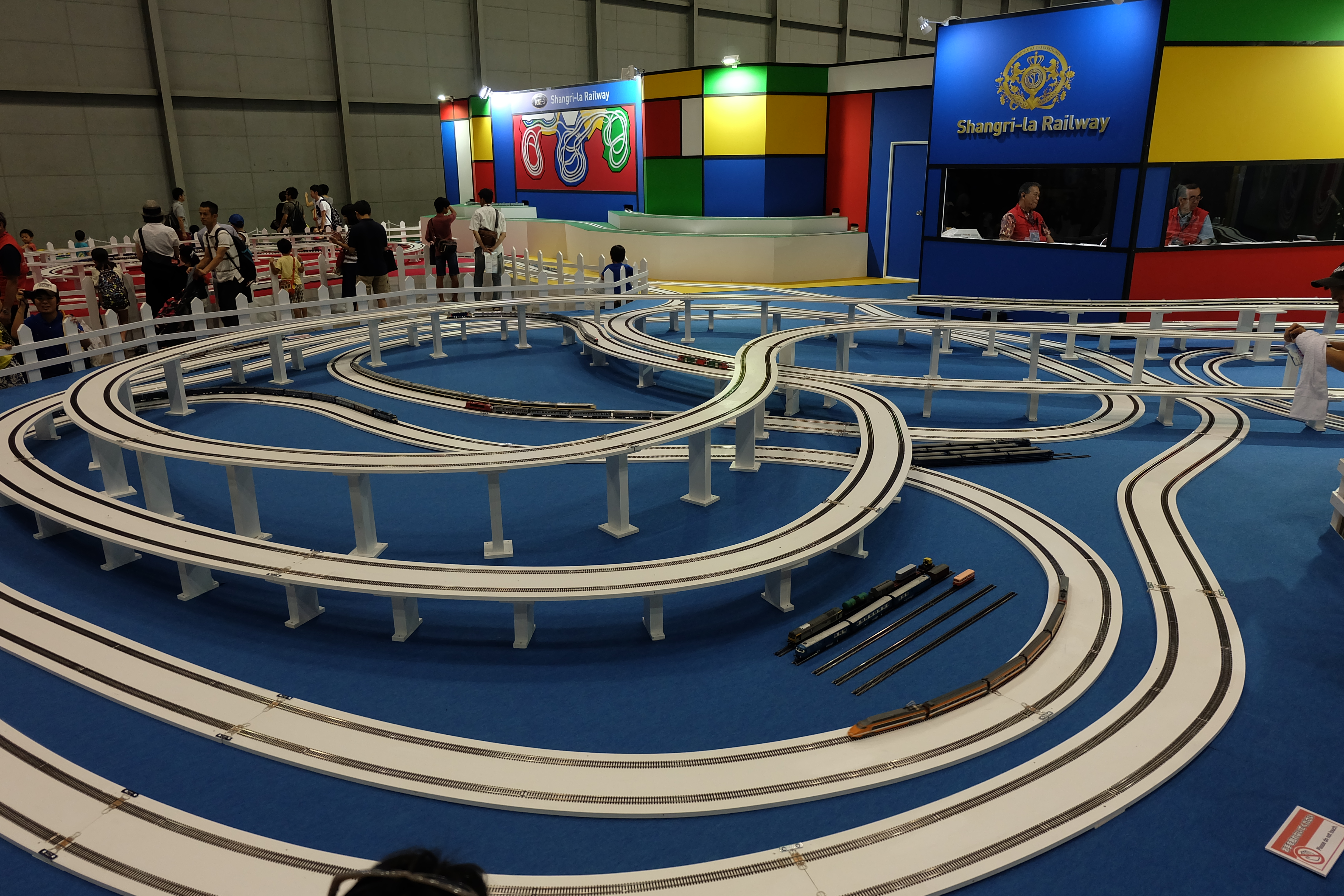
シャングリ・ラ鉄道

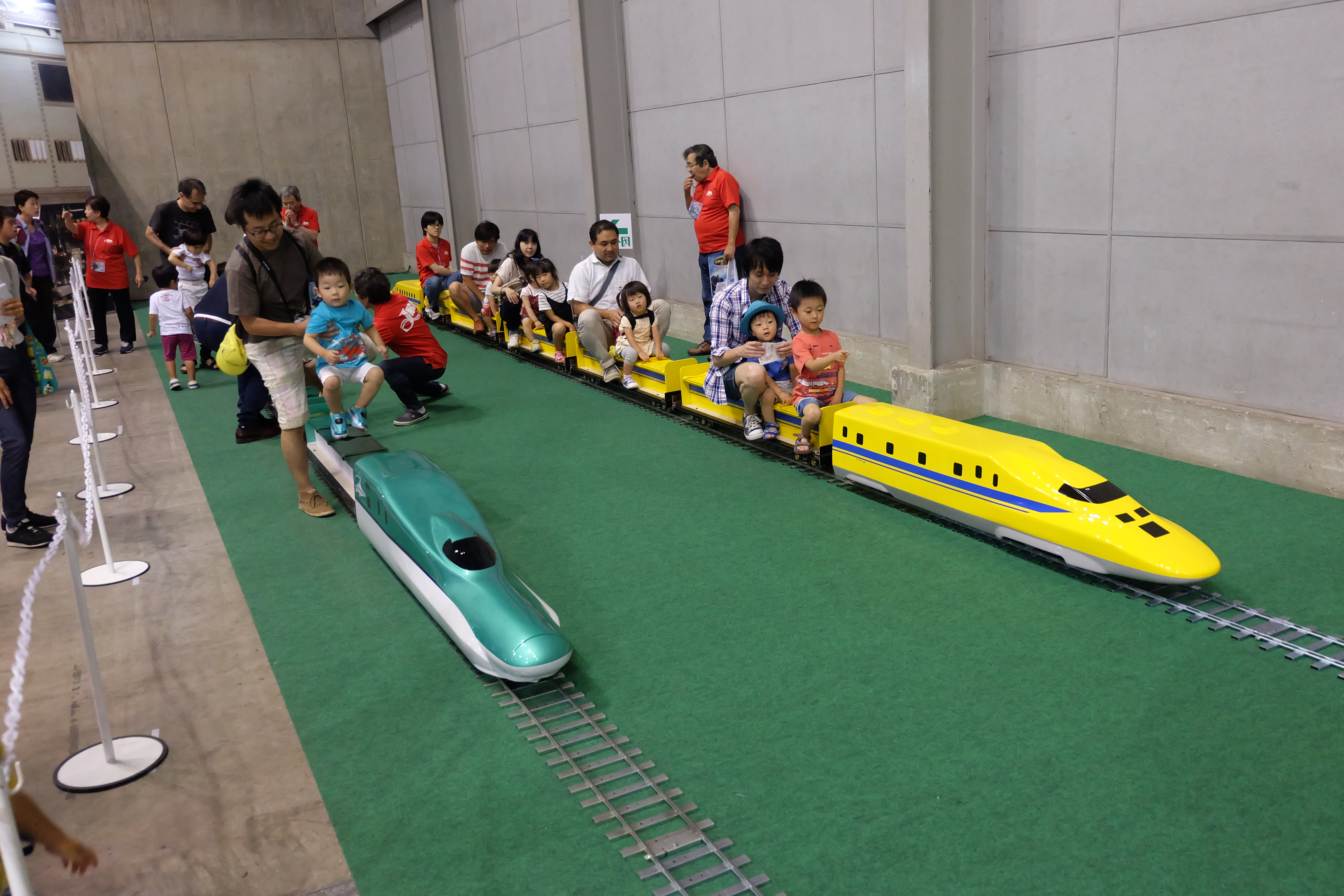
新幹線の乗用電動模型運転

ZONE-1 世界の鉄道模型コレクション
原信太郎の6000両にも及ぶコレクションの中から、これまで未公開だった1150両のHOゲージ模型が展示されている。展示車両は国別に分けられてはいるが、車両1両ごとのキャプションは付けられていない。

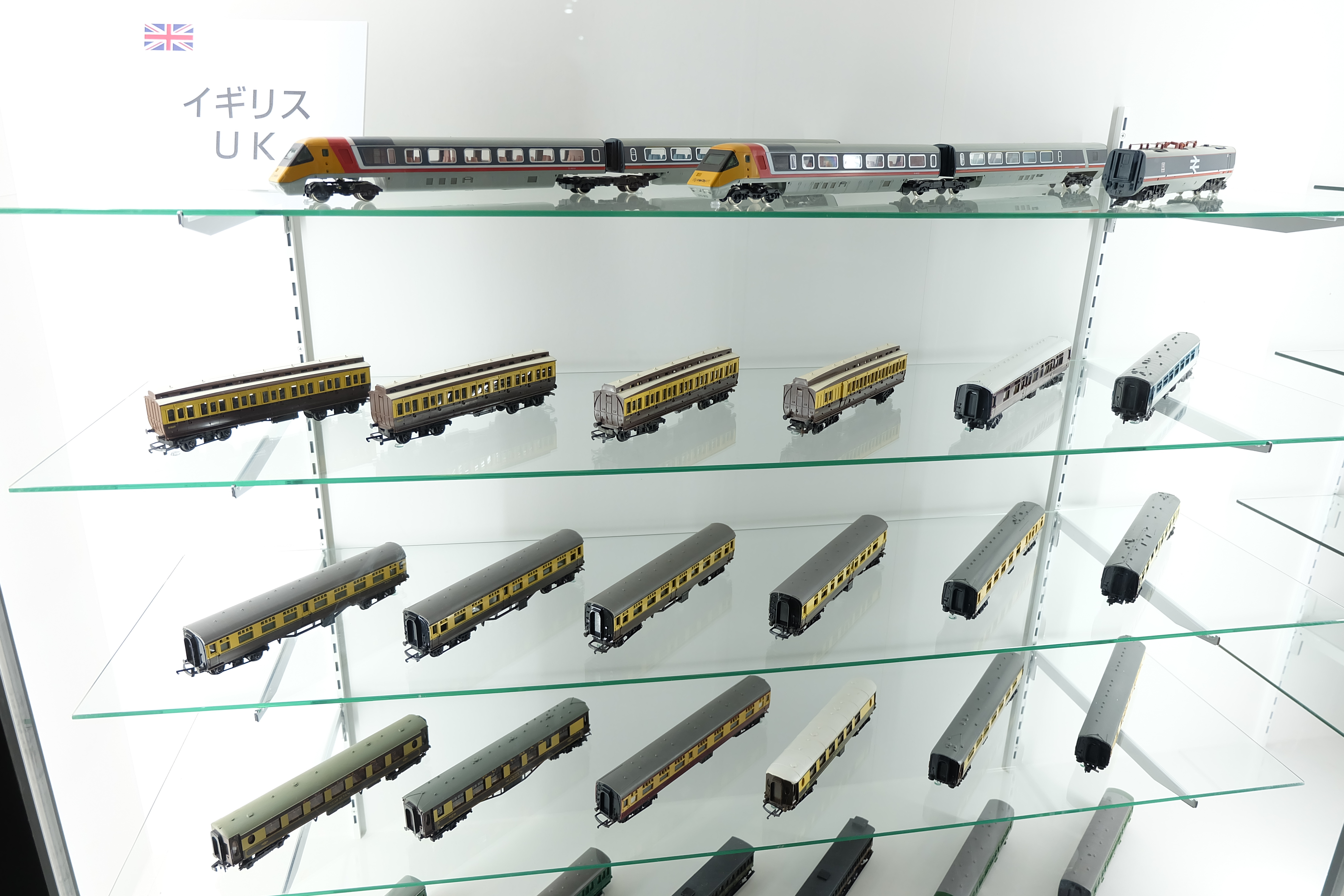
イギリスの鉄道模型の展示の例

ZONE-2 世界の鉄道物語
ヨーロッパ、アメリカ、日本のゾーンに分け、それぞれの鉄道の歴史を写真とパネルで紹介するとともに、Oゲージの鉄道模型レイアウトを設置して車両が走行する。

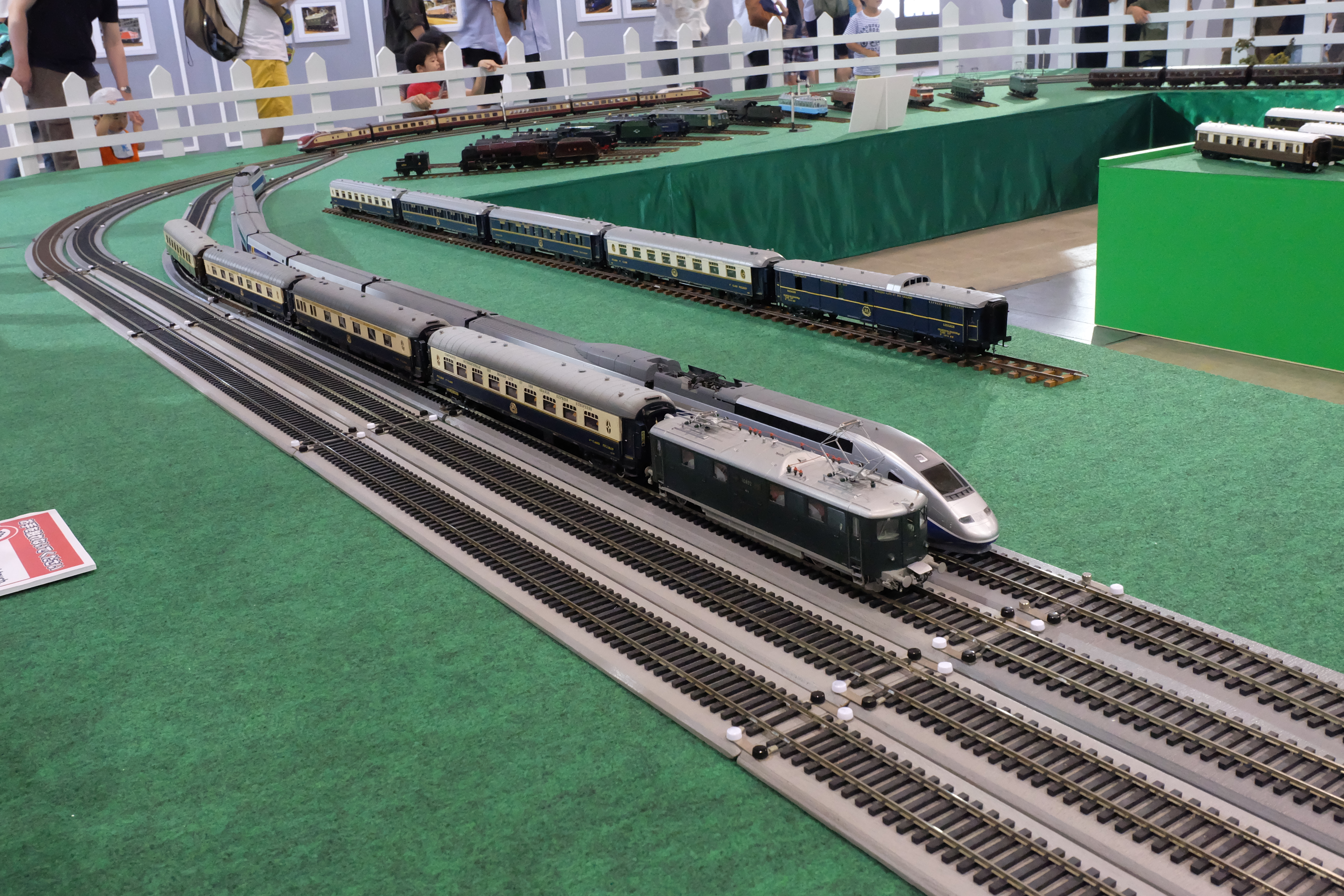
ヨーロッパのOゲージ鉄道模型
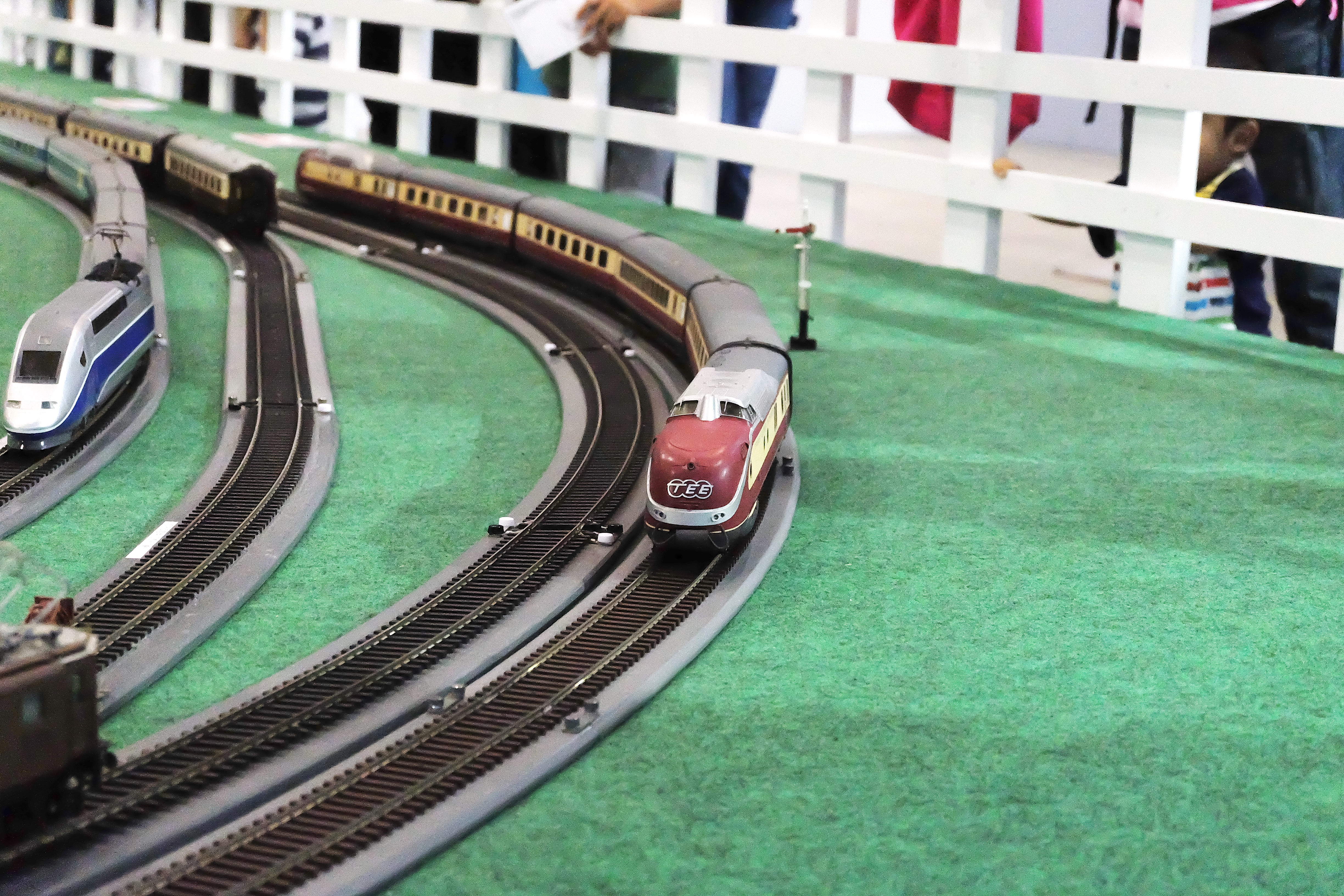
ヨーロッパのOゲージ鉄道模型
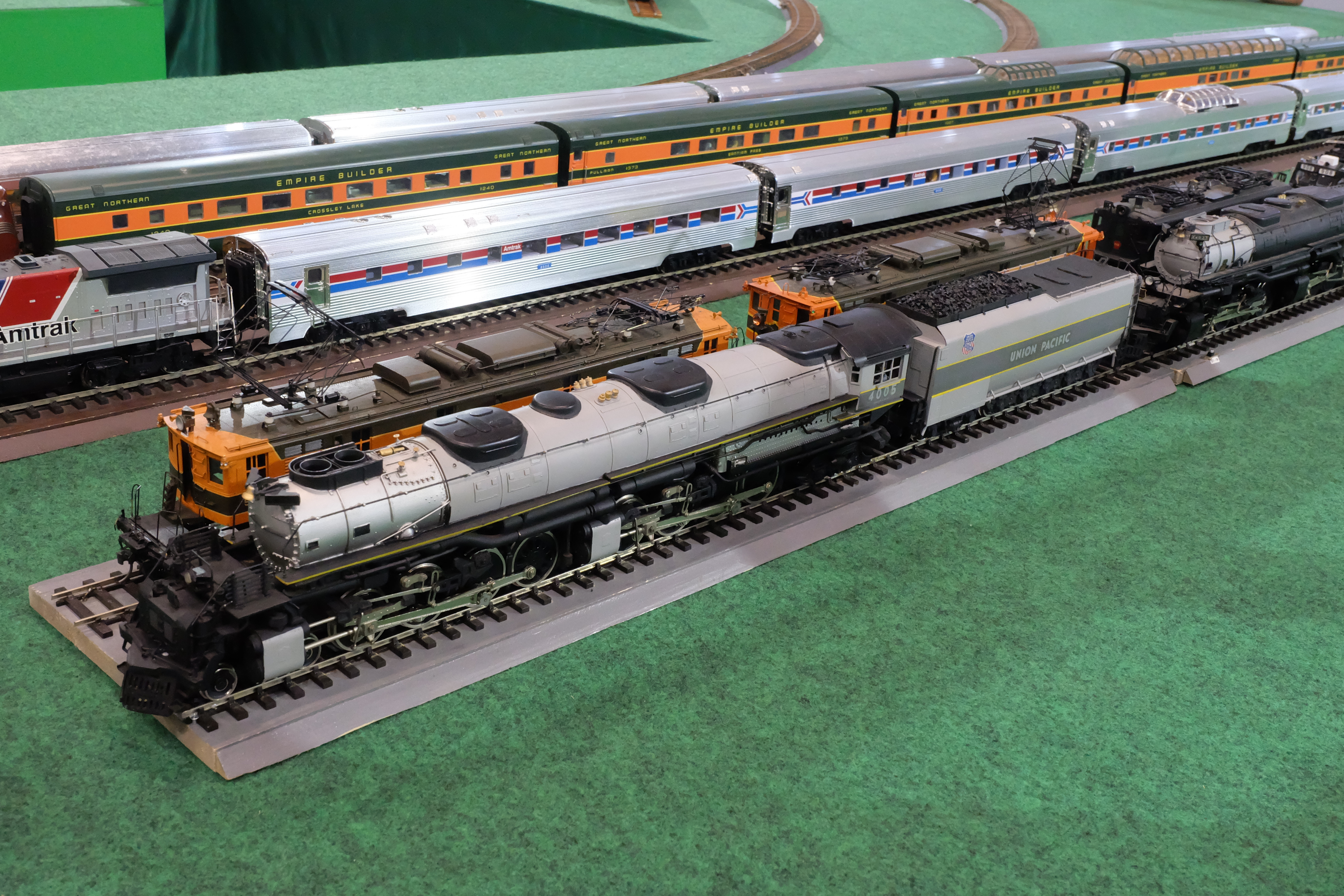
アメリカのOゲージ鉄道模型
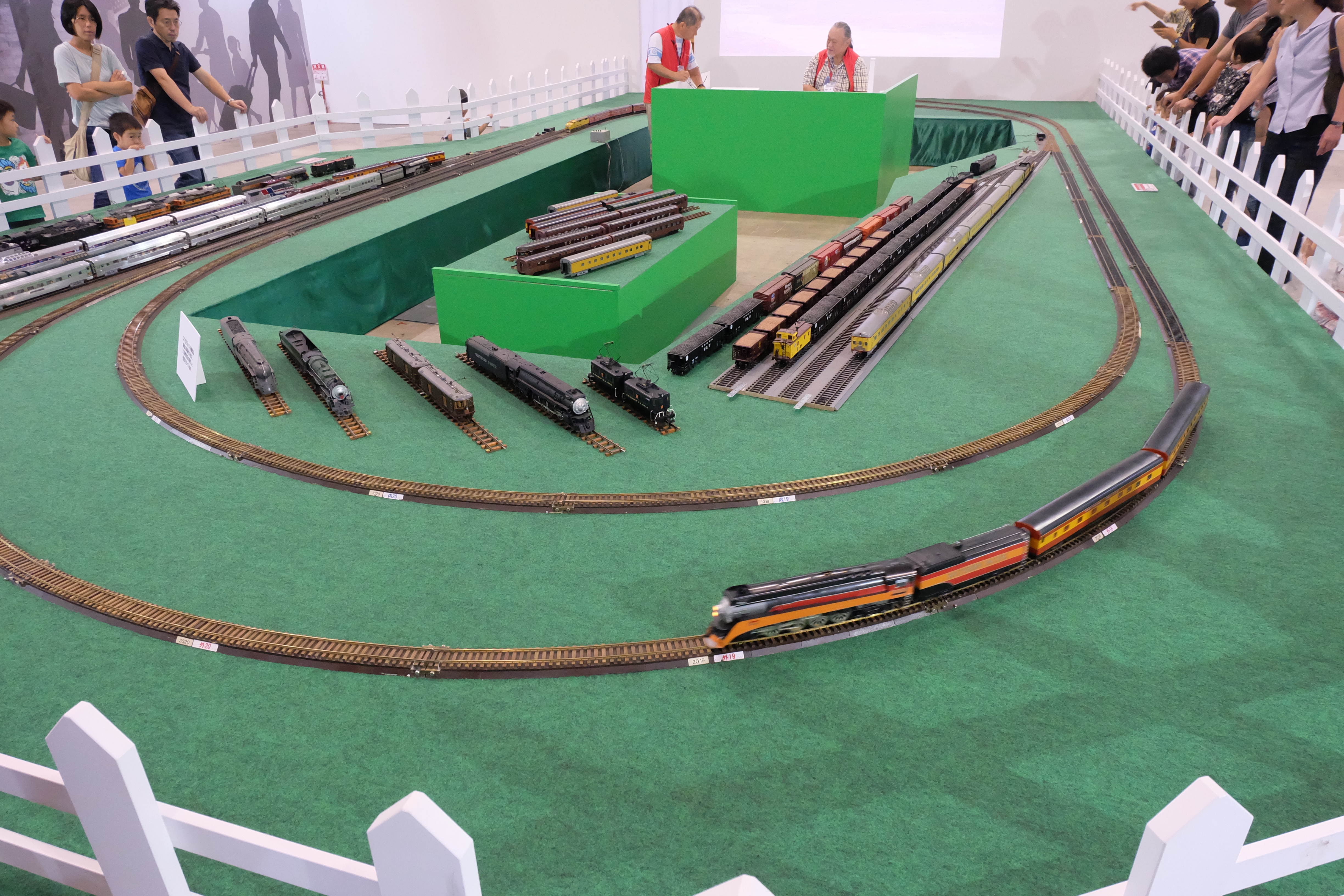
アメリカのOゲージ鉄道模型
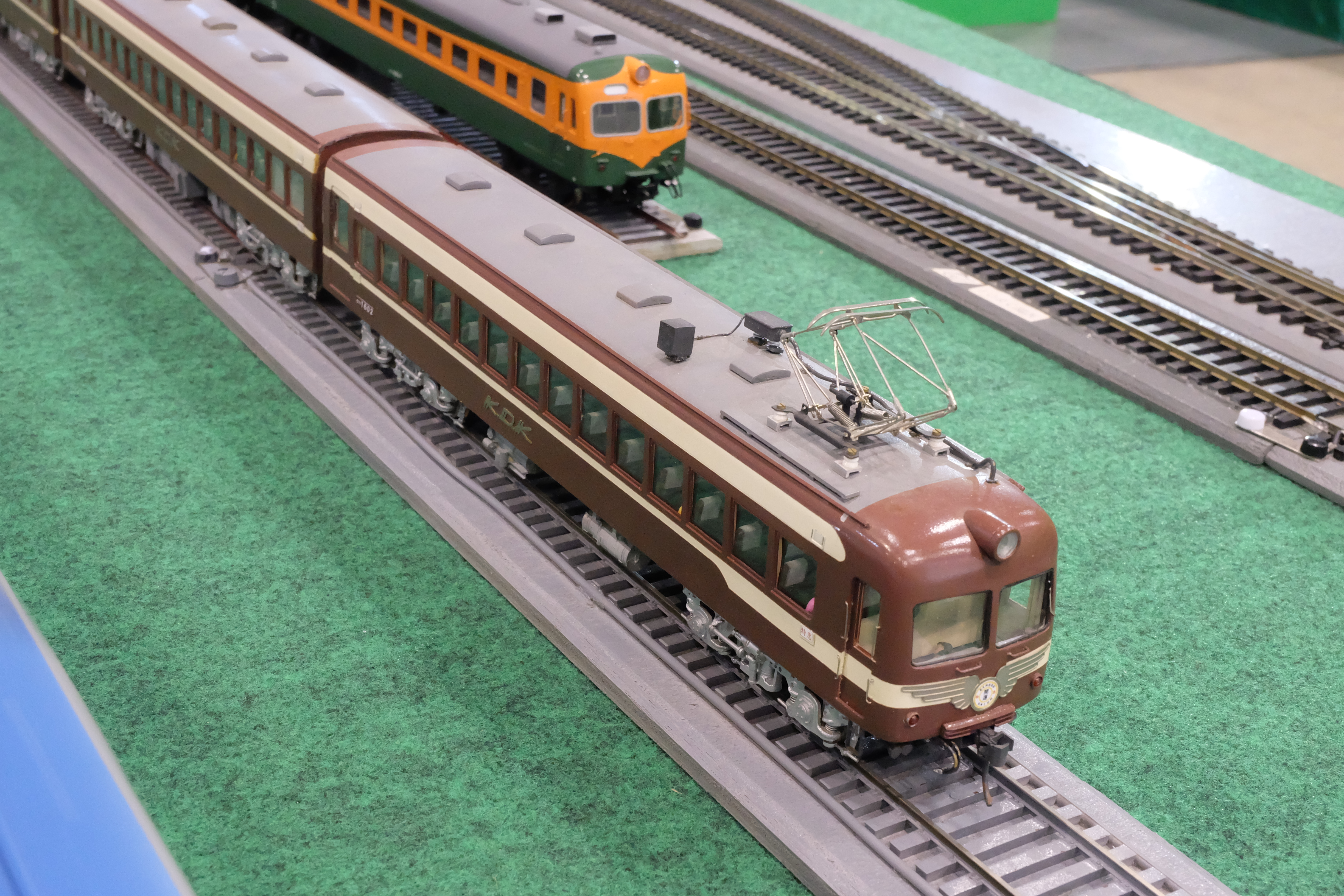
日本のOゲージ鉄道模型
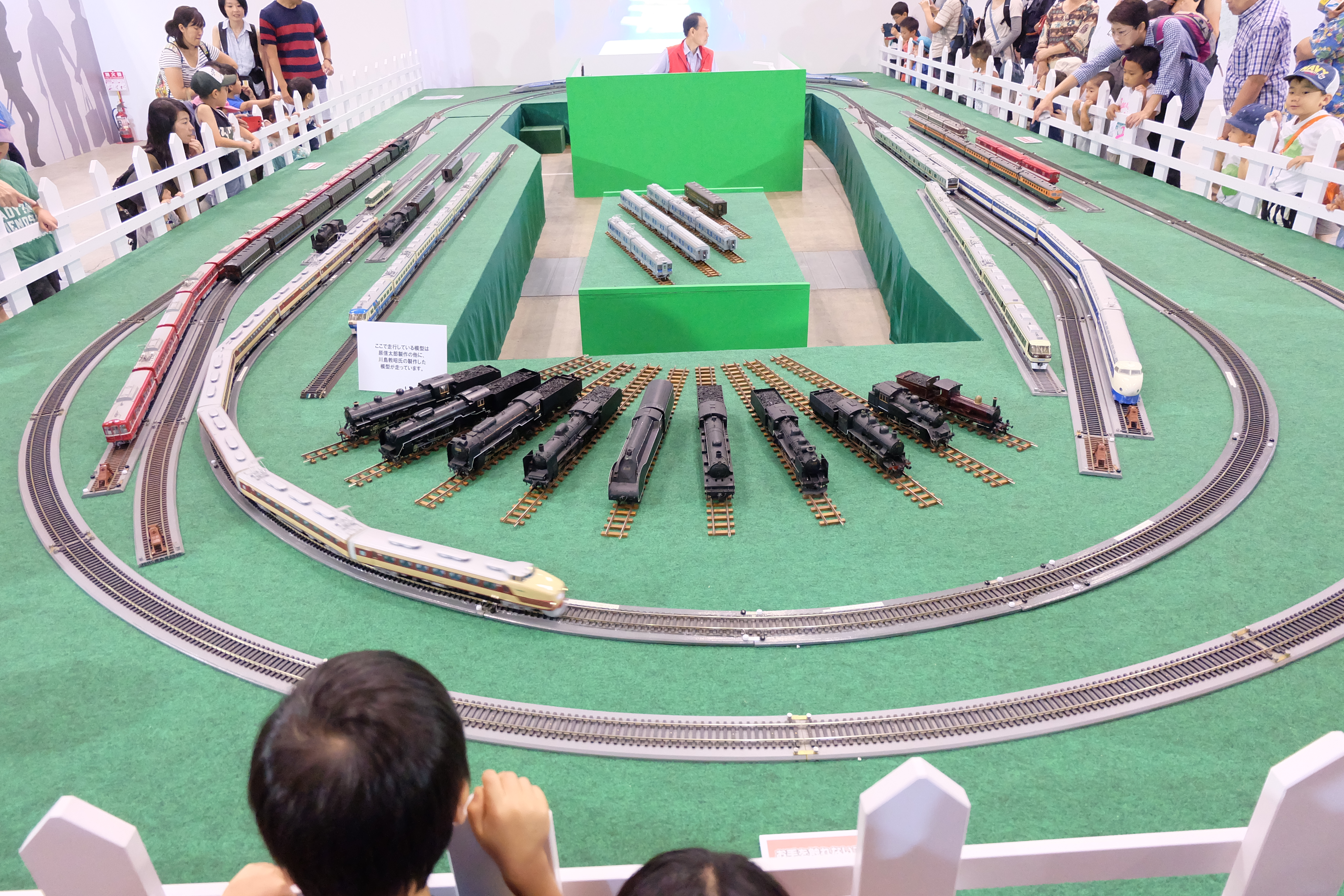
日本のOゲージ鉄道模型

ZONE-3 シャングリ・ラ鉄道
原信太郎が1937年に自宅で"創設"した鉄道模型の理想郷「シャングリ・ラ鉄道」に由来しており、幅約30メートル、奥行き約10メートルの面積に、28線で同時走行可能で、走行距離約650メートルのHOゲージレイアウトを設置し、世界各国の鉄道模型が走行する。28のエンドレスを含み、用意した車両は560両（そのうち外国型160両）で、同時に260両の走行が可能。長大なレイアウトのため、随所に給電設備を入れて電圧の低下を防いでいる。会場の奥には神奈川県内の鉄道会社の展示コーナーも設けられている。
- シャングリ・ラ鉄道
- シャングリ・ラ鉄道

ZONE-4 鉄道ワンダーランド
新幹線（ドクターイエローとH5系）の乗用鉄道模型の運転、塗り絵で描いた電車がスクリーンを走るコーナー、きかんしゃトーマスの大型カットモデルなど、親子で楽しめるアトラクションコーナー。
- 新幹線の乗用電動模型運転

物販コーナー
鉄道関係のグッズを多数取り揃えて販売。低年齢層向けが中心だが、少量ながら鉄道むすめシリーズやNゲージ鉄道模型も販売されている。

## 入場サービス
2016年開催のもの
名前でおトク
横浜にちなんで「は」と「ま」、あるいは鉄道にちなんで「て」と「つ」の2文字両方が名前にある場合、身分証の提示で入場料の割引がある。
ゆかた割
浴衣あるいは甚平を着た来場者に、入場料の割引がある。
セット券
原鉄道模型博物館の入場料、横浜市営地下鉄の運賃、または横浜ランドマークタワー展望台入場券とのセット券がそれぞれ発売されている。
半券サービス
原鉄道模型博物館、カップヌードルミュージアム、横浜美術館（メアリー・カサット展）、三菱みなとみらい技術館との相互半券サービスがある。